# Monbéqui
Monbéqui một thị xã và xã ở tỉnh Tarn-et-Garonne trong vùng Tarn-et-Garonne, Pháp.

## Di tích

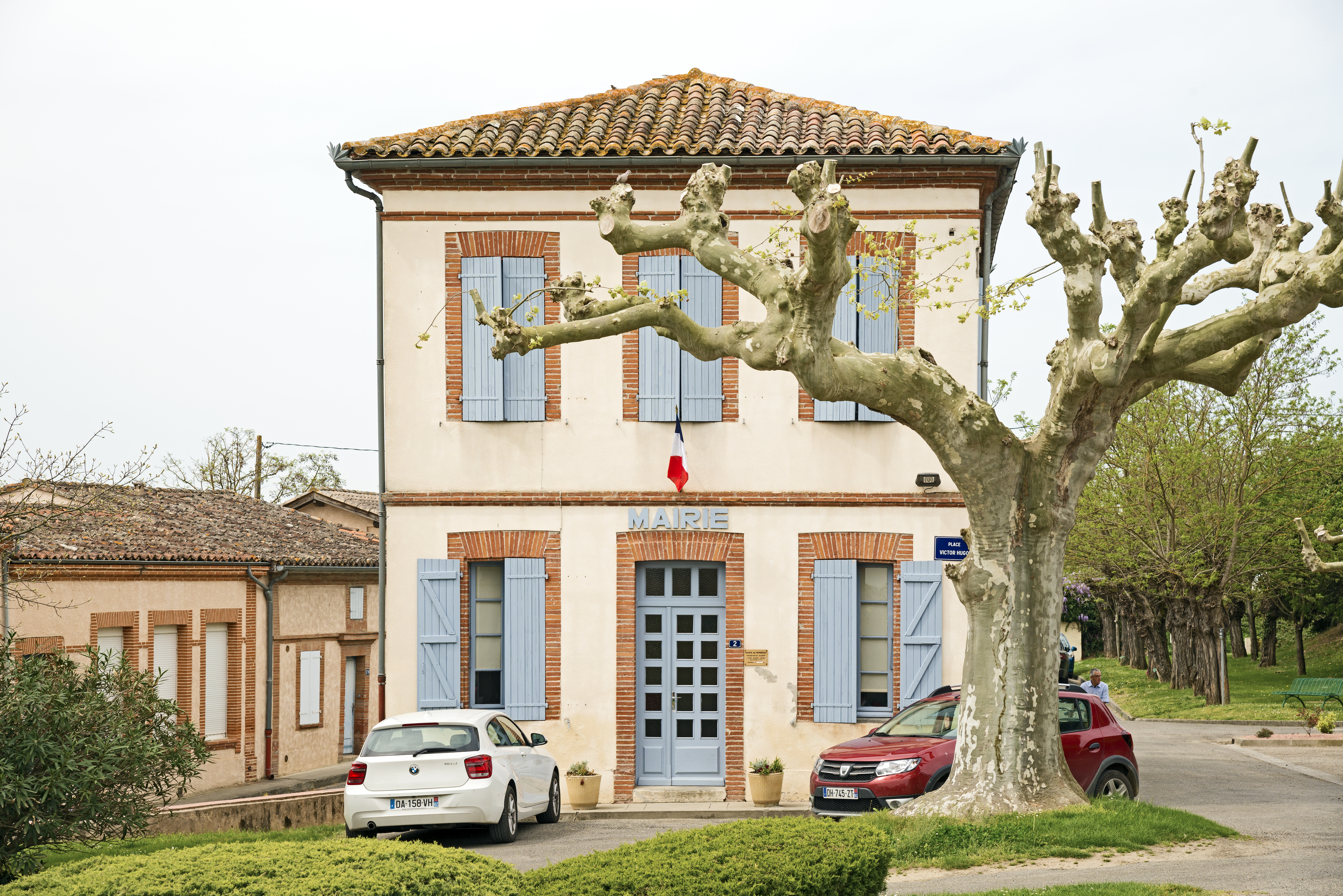
Tòa thị chính
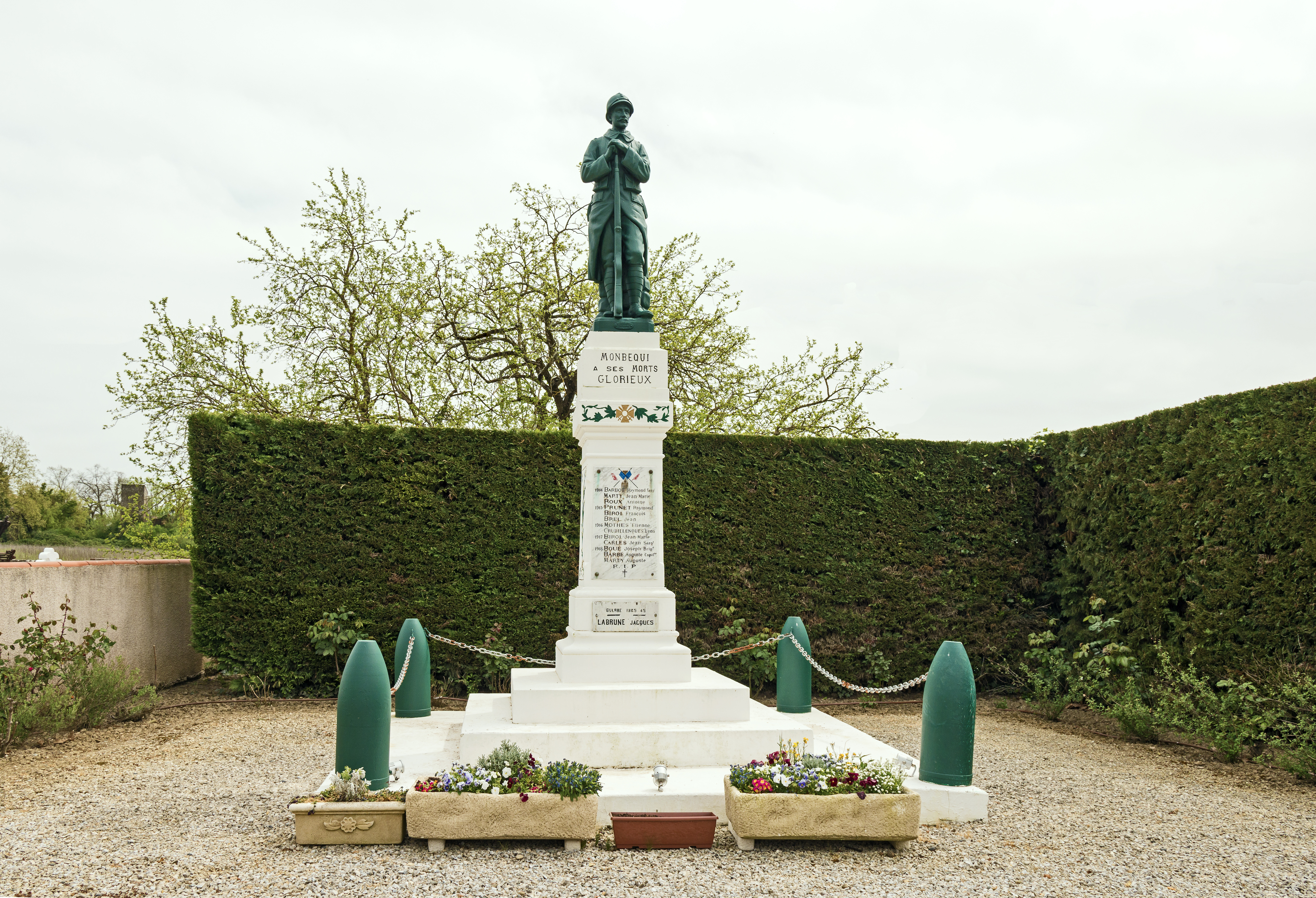
Tưởng niệm chiến tranh
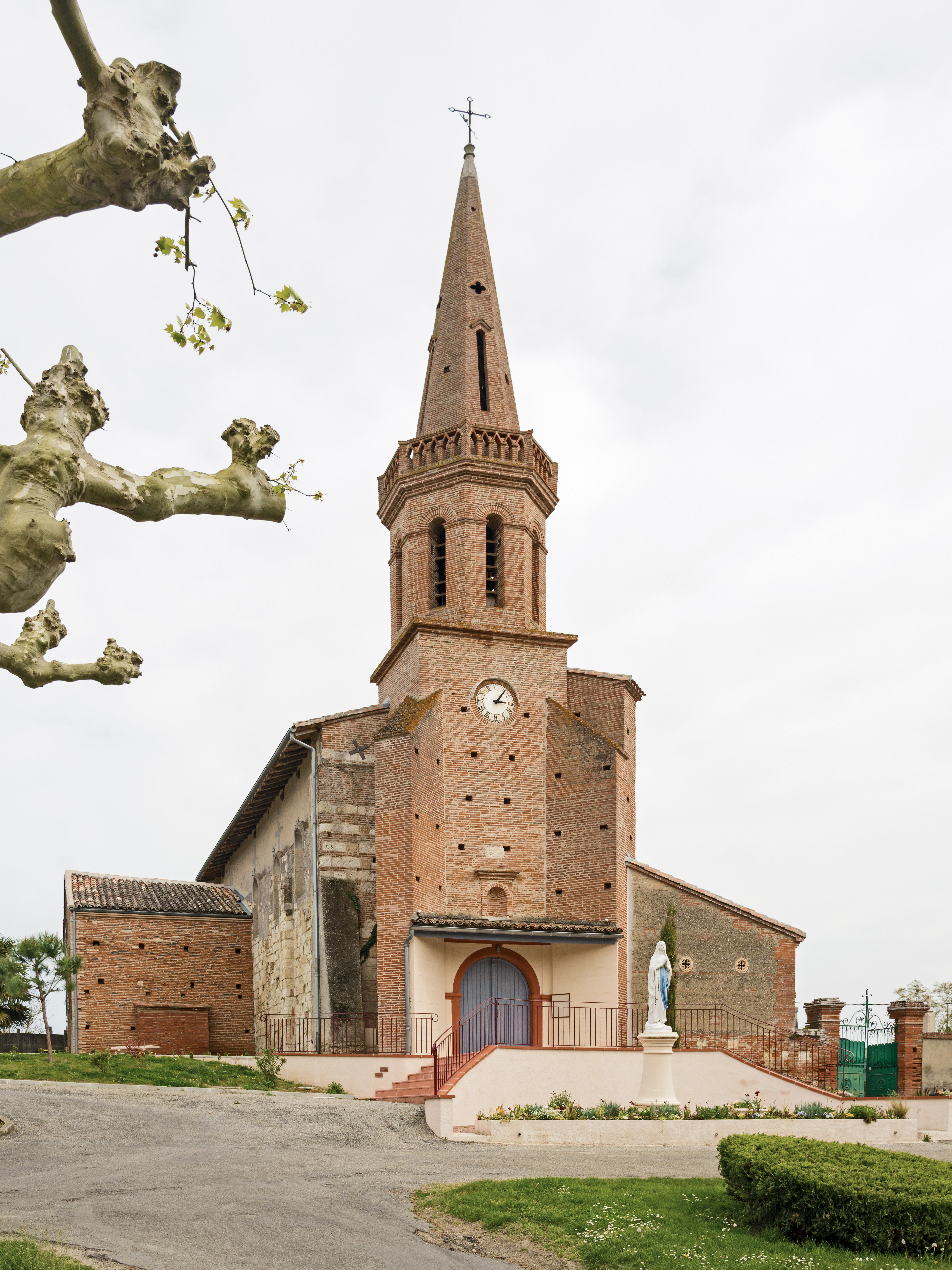
nhà thờ